# Коді Мартін
Коді Лі Мартін (англ. Cody Lee Martin, нар. 28 вересня 1995 року) – американський професійний баскетболіст, що виступає за команду Шарлотт Горнетс з Національної баскетбольної асоціації (НБА). В студентські роки грав за "Невада Вулф Пак". Брат-близнюк іншого баскетболіста Калеба Мартіна. Був вибраний "Горнетс" у другому раунді драфту НБА 2019 року.

## Шкільна кар'єра
Уродженець Моксвілля, штат Північна Кароліна, він грав у баскетбол за академію "Оук Хілл" з братом Калебом. До гри за Оук Хілл, Калеб та його брат зіграли три сезони в старшій школі графства Деві в Моксвіллі. Він також грав у футбол на першому курсі старшої школи. Вони двоє вступили до університету Північної Кароліни, віддавши йому перевагу перед Ратгерсом та Провіденсом.

## Студентська кар'єра
На другому курсі Коді набирав у середньому 6 очок та 4,4 підбирання та 2,3 передачі за гру. Після цього сезону близнюки Мартіни вирішили перейти в Неваду, щоб грати у тренера Еріка Муссельмана. Пропустивши сезон 2016–17 через правила трансферів NCAA, Коді Мартін був визнаний Захисним Гравцем року на Гірської західної конференції. Він набирав у середньому 14 очок, 6,3 підбирань і 4,7 передачі за гру, і привів "Вулф Пак" до виступу на турнірі NCAA. Закінчивши юніорський сезон, Мартін і його брат обидва пройшли тестування на драфт НБА 2018 року і були в тому році в Драфт Комбайні НБА, але в підсумку обидва вирішили повернутися на старший сезон до університету.
В старшому сезоні Мартін був визнаний передсезонним гравцем року в Гірської західної конференції.

## Професійна кар'єра

### Шарлотт Горнетс (2019 - дотепер)

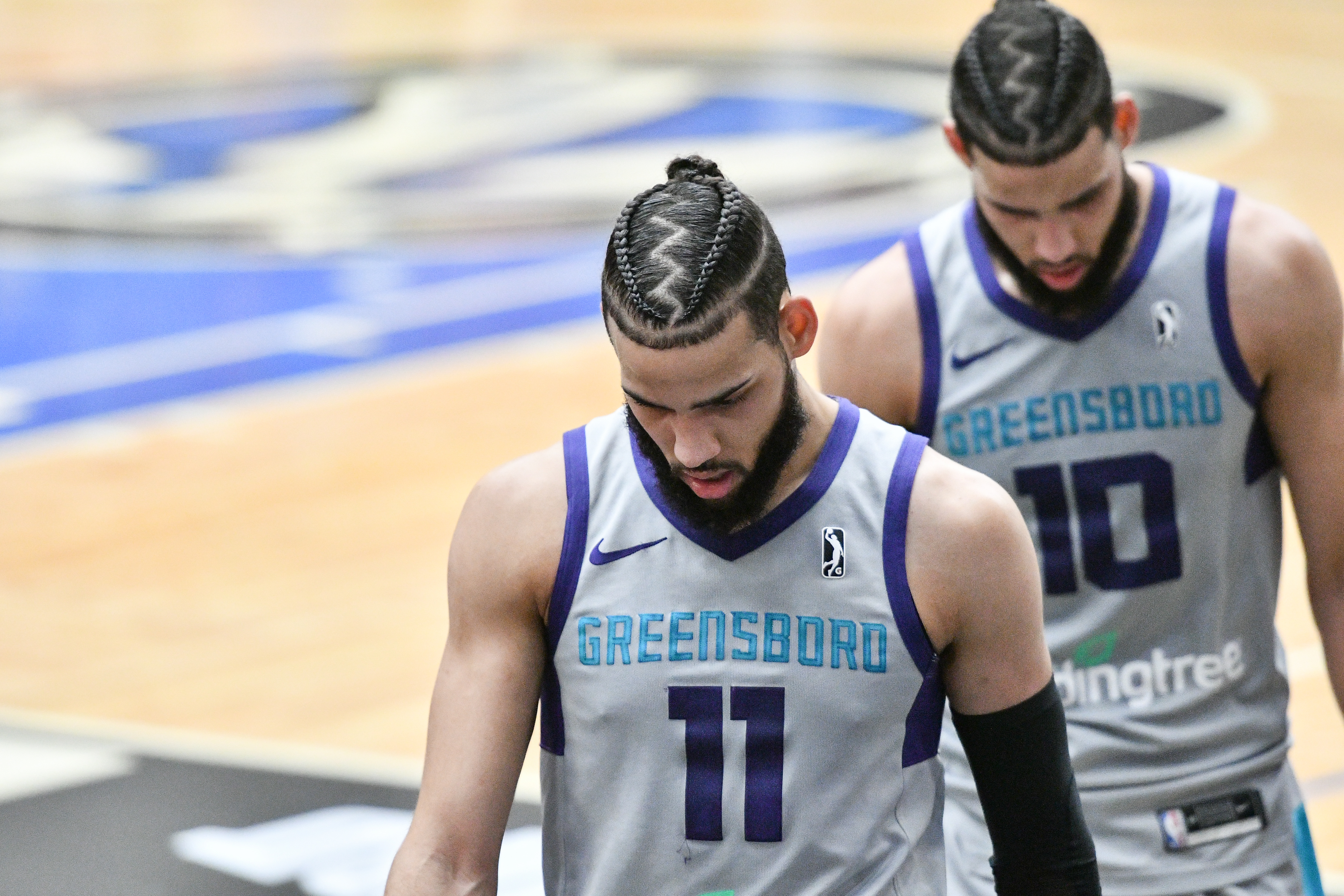
Коді (11 номер) та Калеб (10 номер) Мартіни в 2019 році

Мартін був обраний під 36-м загальним піком на драфті НБА 2019 року "Шарлотт Горнетс". 31 липня 2019 року Мартін підписав контракт із "Шершнями". 25 жовтня 2019 року Мартін дебютував у НБА, вийшовши із лави запасних в програшній грі проти "Міннесоти Тімбервулвз" із рахунком 99–121, де набрав 4 очки, 4 підбирання, передачу та перехоплення.
27 листопада 2019 року Мартін отримав своє перше призначення у команду "Горнетс" в G-Лізі НБА, Грінсборо Сворм. За "Горнетс" Коді в середньому здобував 5,4 очки за гру, маючи 54,4% точних спроб з-за триочкової лінії.

## Статистика

### НБА

#### Регулярний сезон
| Сезон   | Команда | GP  | GS | MPG  | FG%  | 3P%  | FT%  | RPG | APG | SPG | BPG | PPG |
| ------- | ------- | --- | -- | ---- | ---- | ---- | ---- | --- | --- | --- | --- | --- |
| 2019–20 | Шарлотт | 48  | 3  | 18.8 | .430 | .234 | .646 | 3.3 | 2.0 | .8  | .2  | 5.0 |
| 2020–21 | Шарлотт | 52  | 10 | 16.3 | .441 | .276 | .581 | 3.1 | 1.7 | .7  | .2  | 4.0 |
| Кар'єра | Кар'єра | 100 | 13 | 16.0 | .435 | .252 | .620 | 3.2 | 1.8 | .8  | .2  | 4.5 |

### Коледж
| Сезон   | Команда           | GP  | GS | MPG  | FG%  | 3P%  | FT%  | RPG | APG | SPG | BPG | PPG  |
| ------- | ----------------- | --- | -- | ---- | ---- | ---- | ---- | --- | --- | --- | --- | ---- |
| 2014–15 | Північна Кароліна | 19  | 3  | 11.4 | .475 | .000 | .529 | 2.0 | 1.2 | .5  | .3  | 3.4  |
| 2015–16 | Північна Кароліна | 33  | 16 | 25.9 | .467 | .429 | .597 | 4.4 | 2.3 | 1.2 | .4  | 6.0  |
| 2017–18 | Невада            | 36  | 34 | 35.7 | .516 | .294 | .701 | 6.3 | 4.7 | 1.7 | 1.5 | 14.0 |
| 2018–19 | Невада            | 34  | 34 | 34.4 | .505 | .358 | .763 | 4.5 | 4.9 | 1.4 | .7  | 12.1 |
| Кар'єра | Кар'єра           | 122 | 87 | 28.9 | .501 | .325 | .689 | 4.6 | 3.6 | 1.3 | .8  | 9.7  |